# Geber (småort)
Geber är en småort i stadsdelen Orhem i Söderort inom Stockholms kommun med 69 invånare (2015).

## Allmänt
Den utgörs av det tidigare Gebers konvalescenthem som Stockholms läns landsting sålde år 1995. Numera inrymmer byggnaden 32 lägenheter för ekologiskt boende.
På grund av att byggnaden ligger avskilt från övrig bebyggelse klassificerades den av Statistiska centralbyrån som en egen småort i samband med ortsavgränsningen 2000, sedan fastigheten ändrats från konvalescenthem till privat boende. Geber är en av två småorter i Stockholms kommun, den andra är Lambarö utanför Hässelby

## Bakgrund
Byggnaden uppfördes som vårdhem efter ritningar av arkitekt Karl Güettler och en donation av bankiren Martin Geber (död 1929). Hemmet öppnades 1936 med 136 platser för "rekreation i lantlig miljö efter sjukhusvistelse".

### Fotnoter
1. 1 2  Statistiska småorter 2023, befolkning, landareal, befolkningstäthet per småort, SCB, 28 november 2024, läs online.[källa från Wikidata]
2. ↑  Småorternas landareal, folkmängd och invånare per km² 2005 och 2010, korrigerad 2012-10-15, SCB, 15 oktober 2012, läs online, läst: 9 juli 2016.[källa från Wikidata]
3. ↑  Kodnyckel för SCB:s statistiska tätorter och småorter - Koppling mellan gammalt och nytt kodsystem, SCB, 11 november 2021, läs online.[källa från Wikidata]